# Chlorophorus seniculus
Chlorophorus seniculus là một loài bọ cánh cứng trong họ Cerambycidae.